# Varus
Publius Quinctilius Varus, né vers 46 av. J.-C. et mort par suicide en 9 ap. J.-C. sur le champ de bataille de Teutobourg, est un général et un sénateur romain du règne de l'empereur Auguste, consul en 13 avant notre ère, gouverneur d'Afrique, puis de Syrie, où il est aux prises avec des problèmes dans le royaume vassal de Judée où règne Hérode le Grand, enfin gouverneur de Germanie à partir de l'an 7.
Son nom est surtout connu en raison de la bataille de Teutobourg, lourde défaite subie par ses troupes face à des Germains révoltés ayant bénéficié de la défection du prince chérusque Arminius, commandant des troupes auxiliaires de Varus, défaite qui aboutit à la destruction de trois légions, un désastre de même importance que la défaite de Crassus face aux Parthes quelques décennies plus tôt, lors de la bataille de Carrhes. 

## Biographie

### Origines familiales et mariages
Né dans une famille patricienne, il est le fils de Sextus Quinctilius Varus, lié au parti républicain, questeur en -49. 
Il s'est marié au moins deux fois. Sa première épouse Vipsania Marcella Maior, fille d'Agrippa et de Claudia Marcella Major, vers -16/-15, on ne leur connaît aucun enfant. Après le décès de Vipsania, il épouse Claudia Pulchra, dont ils ont un fils, Publius Quintilius Varus, mort en 27 de notre ère.
L'une des sœurs de Varus  épousa Lucius Nonius Asprenas, ami de l'empereur. Une autre sœur était probablement l'épouse de Sextus Appuleius, un neveu d'Auguste, une sœur était mariée à un Cornélius Dolabella.

### Débuts
Il effectue un cursus honorum classique, de la questure à la préture. 
Son mariage avec la fille de Marcus Vipsanius Agrippa le fait entrer dans le cercle des proches d'Agrippa et d'Auguste, ce qui contribue sans doute à son ascension politique.  
Après sa préture, il est légat de la XIXe légion et stationne avec elle au camp de Dangstetten (de).

### Consulat
En 13 av. J.-C., il est élu consul en même temps que Tibère, qui sera le successeur d'Auguste, ce qui peut être considéré comme une distinction supplémentaire (Tibère n'est cependant pas le successeur désigné à cette date). Il est d'ailleurs peut-être représenté aux côtés de Tibère sur la frise de l'Ara Pacis. 
À la mort d'Agrippa (-12), il fait son oraison funèbre.

### Gouverneur d'Afrique
Entre 12 et 2 av. J.-C. probablement en 8/7, Varus est gouverneur (proconsul) nommé par le Sénat de la province d'Afrique. Après l'Asie, l'Afrique était la province sénatoriale la plus importante, notamment en raison de son rôle pour l'approvisionnement en céréales de Rome.
On sait peu de choses de ce mandat, documenté par des pièces de monnaie non datées sur lesquelles il apparait avec Auguste et les petits-fils et successeurs désignés de l'empereur Caius et Lucius Caesar. Cette marque de loyauté envers Auguste pourrait être considérée comme une indication d'un éventuel éloignement de Tibère avant ou pendant l'exil de sept ans à partir de 6 avant J.-C..

### Gouverneur de Syrie
Varus devient ensuite gouverneur de la province impériale de Syrie (legatus Augusti pro praetore provinciae Syriae), où il commandait l'une des armées les plus puissantes de l'empire avec trois légions. Il remplace à ce poste Gaius Sentius Saturninus. 
Son action est bien décrite par l'historien juif Flavius Josèphe. En Syrie Varus a dû faire face aux défis particuliers du Moyen-Orient. 

### Les problèmes du royaume de Judée (Hérode le Grand)
En tant que gouverneur de Syrie, Varus a le contrôle sur le royaume vassal de Judée, où règne Hérode le grand. La situation était rendue encore plus explosive par l'influence croissante des Romains en Judée. Le culte romain polythéiste contredit l'interdiction juive des images et les croyances monothéistes strictes. Varus fut l'arbitre quand Hérode accusa son fils Antipater de tentative de parricide. 
Après la mort d'Hérode en 4 av. J.-C., Varus régla provisoirement le différend sur la succession du roi entre ses trois fils en les envoyant tous les trois à Rome afin qu'Auguste puisse prendre la décision personnellement. Entre-temps, il déconseilla au procurator Syriae Sabinus, représentant du trésor impérial en Syrie, de saisir le trésor d'Hérode jusqu'à ce que la situation juridique ait été clarifiée. 
L'accusation ultérieure, qu'on trouve dans Velleius Paterculus selon laquelle Varus s'est enrichi illégalement en Syrie, est jugée invraisemblable par Ralf-Peter Märtin et d'autres chercheurs. Elle pourrait s'expliquer par une confusion avec Sabinus, dont l'âpreté est manifeste dans le récit de Josèphe. 
Mais les choses s'aggravent lorsque Sabinus se rend à Jérusalem contre l'avis de Varus. Sabinus fait saisir les biens d'Hérode et piller le trésor du temple. Lorsque Sabinus et ses troupes sont assiégés par des Juifs en colère, Varus doit se précipiter à son aide. Avec deux légions, il se rend à Jérusalem et arrête de nombreux émeutiers, ce qui lui permit de réprimer le soulèvement général en six mois grâce à une action militaire vigoureuse. Il fait crucifier pour l'exemple environ 2 000 Juifs.

Province romaine d'Afrique.

### Gouverneur de Germanie
À la fin du Ier siècle av. J.-C. et dans les premières années du Ier siècle, Tibère, Drusus et Germanicus mènent une campagne en Germanie. 
Dans le courant de l'année 7 ap. J.-C., le sénateur Publius Quinctilius Varus est nommé gouverneur de la Germanie par l'empereur, la Germanie étant une province impériale, fortement militarisée. Il la dirige cependant comme une province pacifiée, multiplie à la hâte les réformes, lève les impôts, perçoit les tributs, rend la justice, effectue le recensement, recrute des soldats… Ces tâches qu'il remplit avec rudesse, autoritarisme et maladresse, sont insupportables pour les tribus germaniques. qui considèrent ces pratiques humiliantes.

### Arminius, Germain et citoyen romain
Parmi les conseillers de Varus se trouve Caius Julius Arminius, le fils de Ségimerus, chef des Chérusques. Encore enfant, il a été enlevé et élevé à Rome, puis a été fait citoyen romain dans l'ordre équestre. 
Arminius, alors âgé de vingt-cinq ans, assure au gouverneur romain que ses nouveaux administrés sont heureux de sa nomination et des réformes qu'il mène. Mais, en secret, il pactise avec les tribus germaniques qui ont constitué une alliance (Chérusques, Marses, Chattes et Bructères). Un piège est monté par les conjurés.

### La trahison d'Arminius et la défaite de Varus
À l'automne de l'an 9, Arminius informe Varus qu'un soulèvement a lieu dans les terres à l'intérieur de la Germanie. Aussitôt, le général romain se met en marche à la tête de trois légions (les XVII, XVIII et XIX) et des troupes d'Arminius. Ce dernier connaît bien l'armée romaine et ses rouages tactiques. Une fois arrivées dans une région de marais et de bois, les troupes auxiliaires quittent les Romains pour se joindre aux insurgés.
Les troupes romaines sont massacrées. Varus se suicide en se jetant sur son épée. 
Son corps est mutilé et décapité par les vainqueurs. Sa tête est envoyée à Auguste auquel Suétone attribue la phrase : « Vare, legiones redde » « Varus, rends-moi mes légions ».

## Conséquences de la défaite de Varus
C'est à la suite de ce désastre, le plus grave depuis la déroute de Crassus face aux Parthes (53 av. J.-C.), que les Romains réorganisèrent leur frontière en Germanie, sur les bords du Rhin, en se protégeant derrière le limes, la frontière fortifiée, renonçant à toute conquête outre-Rhin.
Auguste renonce aussi à un projet de conquête de la Bretagne (actuelle Grande-Bretagne), qui sera cependant repris par Caligula et réalisé par Claude en 43.

## Jugements sur Varus
Selon l'historien Velleius Paterculus, contemporain des faits et lui-même officier d'état-major de Tibère à cette époque, l'erreur de Varus fut de se comporter comme en territoire conquis et déjà pacifié : il passa l'été à rendre la justice sans se rendre compte de la duplicité des peuplades germaines. Paterculus qualifie ainsi sa faute de socordia (insouciance mêlée de bêtise).
La majorité des études estiment que Varus n'a servi que de bouc émissaire pour la défaite. L'enterrement honorable de la tête de Varus et le fait que sa famille ne subit aucune répercussion, montrent qu'Auguste ne tenait pas Varus pour responsable; au contraire, le comportement perfide des Germains a été cité comme la raison de la défaite. Les exclamations d'Auguste citées par Suétone concernant les légions de Varus n'étaient probablement qu'une partie d'une action mise en scène pour le public.
Ce n'est qu'à la suite des procès pour trahison sous Tibère, dont la veuve de Varus Claudia Pulchra a été victime, que Varus a été dépeint négativement dans le journalisme et l'historiographie romains. La critique dévastatrice de Velleius Paterculus a endommagé de façon permanente la réputation de Varus, de manière particulièrement efficace. Sa défaite était considérée comme une juste punition pour l'orgueil et les omissions coupables, bien que Tacite et Dion Cassius aient jugé la situation différemment.
Les allégations romaines selon lesquelles Varus avait poussé les Germains à la rébellion par son "comportement arrogant" sont considérées par Werner Eck comme légitimes, car à son avis, la Germanie était déjà une zone provincialisée au sein de l'Empire romain à cette époque. Le comportement prétendument maladroit et peu diplomatique du gouverneur a finalement coûté une province à Rome. Cependant (si la région était déjà organisée en province), un gouverneur devait collecter les fonds appropriés, d'autant plus que Varus n'était évidemment en aucun cas un administrateur incompétent; il ne serait sinon pas allé en Afrique et en Syrie, où il a agi de manière assez fiable. Il est également à souligner que Rome n'a décidé d'abandonner la région que des années après la bataille de Varus - il ne peut donc être question d'un tournant dans la politique de la Germanie romaine en conséquence directe de la bataille de Teutobourg. Ce n'est que des années plus tard, après les résultats décevants des campagnes en Germanie de Germanicus, que Tibère décida de déplacer les frontières de Rome vers le Rhin.

## Varus dans les arts et la littérature
- Marini, Les Aigles de Rome, Dargaud (bande dessinée)

## Localisation de la bataille
Le lieu de la bataille de Teutoburg, lieu recherché par de nombreux historiens allemands pendant des années, a été découvert en 1989 sur le site de Kalkriese (de), à 15 km au nord d'Osnabrück. 
Cependant quelques historiens et archéologues mettent en doute cette hypothèse (considérant que c'est la bataille de Pontes Longi entre les Germains et le général Caecina en 15 ap. J.-C., qui s'y déroula).